# Нарджита
Нарджита (осет. Нарджытæ); ранее Метехи (груз. მეტეხი) — село в Закавказье. Согласно юрисдикции Южной Осетии, фактически контролирующей село, расположено в Знаурском районе, согласно юрисдикции Грузии — в Карельском муниципалитете.

## География
Расположено к северо-западу от села Балта.

## Население
Село населено этническими осетинами. В 1987 году — 120 человек.

## Топографические карты
- Лист карты K-38-64 Цхинвали. Масштаб: 1 : 100 000. Состояние местности на 1987 год. Издание 1989 г.